# Liste des titres musicaux numéro un en Allemagne en 2002
Cette page liste les titres numéro un dans les meilleures ventes de disques en Allemagne pour l'année 2002 selon Media Control Charts. 
Les classements sont issus des 100 meilleures ventes de singles et des 100 meilleures ventes d'albums. Ils se déroulent du vendredi au jeudi, et sont publiés le mardi par l'industrie musicale allemande.

## Classement des singles
| №  | Date         | Artiste                   | Titre                                       |
| -- | ------------ | ------------------------- | ------------------------------------------- |
| 1  | 4 janvier    | Bro'Sis                   | I Believe                                   |
| 2  | 11 janvier   | Bro'Sis                   | I Believe                                   |
| 3  | 18 janvier   | Bro'Sis                   | I Believe                                   |
| 4  | 25 janvier   | Enya                      | May It Be                                   |
| 5  | 1er février  | Shakira                   | Whenever, Wherever                          |
| 6  | 8 février    | Shakira                   | Whenever, Wherever                          |
| 7  | 15 février   | Shakira                   | Whenever, Wherever                          |
| 8  | 22 février   | Shakira                   | Whenever, Wherever                          |
| 9  | 1er mars     | Shakira                   | Whenever, Wherever                          |
| 10 | 8 mars       | Shakira                   | Whenever, Wherever                          |
| 11 | 15 mars      | Shakira                   | Whenever, Wherever                          |
| 12 | 22 mars      | Shakira                   | Whenever, Wherever                          |
| 13 | 29 mars      | Shakira                   | Whenever, Wherever                          |
| 14 | 5 avril      | Shakira                   | Whenever, Wherever                          |
| 15 | 12 avril     | Shakira                   | Whenever, Wherever                          |
| 16 | 19 avril     | Scooter                   | Nessaja                                     |
| 17 | 26 avril     | Mad'House                 | Like a Prayer                               |
| 18 | 3 mai        | Scooter                   | Nessaja                                     |
| 19 | 10 mai       | Scooter                   | Nessaja                                     |
| 20 | 17 mai       | No Angels                 | Something About Us/Like Ice in the Sunshine |
| 21 | 24 mai       | No Angels                 | Something About Us/Like Ice in the Sunshine |
| 22 | 31 mai       | No Angels                 | Something About Us/Like Ice in the Sunshine |
| 23 | 7 juin       | No Angels                 | Something About Us/Like Ice in the Sunshine |
| 24 | 14 juin      | Eminem                    | Without Me                                  |
| 25 | 21 juin      | Eminem                    | Without Me                                  |
| 26 | 28 juin      | Eminem                    | Without Me                                  |
| 27 | 5 juillet    | Eminem                    | Without Me                                  |
| 28 | 12 juillet   | Eminem                    | Without Me                                  |
| 29 | 19 juillet   | Eminem                    | Without Me                                  |
| 30 | 26 juillet   | Eminem                    | Without Me                                  |
| 31 | 2 août       | Eminem                    | Without Me                                  |
| 32 | 9 août       | Eminem                    | Without Me                                  |
| 33 | 16 août      | Herbert Grönemeyer        | Mensch                                      |
| 34 | 23 août      | Herbert Grönemeyer        | Mensch                                      |
| 35 | 30 août      | Herbert Grönemeyer        | Mensch                                      |
| 36 | 6 septembre  | Herbert Grönemeyer        | Mensch                                      |
| 37 | 13 septembre | Herbert Grönemeyer        | Mensch                                      |
| 38 | 20 septembre | Las Ketchup               | Aserejé (The Ketchup Song)                  |
| 39 | 27 septembre | Las Ketchup               | Aserejé (The Ketchup Song)                  |
| 40 | 4 octobre    | Las Ketchup               | Aserejé (The Ketchup Song)                  |
| 41 | 11 octobre   | Las Ketchup               | Aserejé (The Ketchup Song)                  |
| 42 | 18 octobre   | Las Ketchup               | Aserejé (The Ketchup Song)                  |
| 43 | 25 octobre   | Las Ketchup               | Aserejé (The Ketchup Song)                  |
| 44 | 1er novembre | Las Ketchup               | Aserejé (The Ketchup Song)                  |
| 45 | 8 novembre   | Nelly feat. Kelly Rowland | Dilemma                                     |
| 46 | 15 novembre  | Nelly feat. Kelly Rowland | Dilemma                                     |
| 47 | 22 novembre  | Gerd Show                 | Der Steuersong (Las Kanzlern)               |
| 48 | 29 novembre  | Gerd Show                 | Der Steuersong (Las Kanzlern)               |
| 19 | 6 décembre   | Gerd Show                 | Der Steuersong (Las Kanzlern)               |
| 50 | 13 décembre  | Gerd Show                 | Der Steuersong (Las Kanzlern)               |
| 51 | 19 décembre  | Gerd Show                 | Der Steuersong (Las Kanzlern)               |
| 52 | 26 décembre  | Gerd Show                 | Der Steuersong (Las Kanzlern)               |

## Classement des albums
| №  | Date         | Artiste               | Titre                               |
| -- | ------------ | --------------------- | ----------------------------------- |
| 1  | 4 janvier    | Robbie Williams       | Swing When You're Winning           |
| 2  | 11 janvier   | Robbie Williams       | Swing When You're Winning           |
| 3  | 18 janvier   | Robbie Williams       | Swing When You're Winning           |
| 4  | 25 janvier   | Robbie Williams       | Swing When You're Winning           |
| 5  | 1er février  | Die Toten Hosen       | Auswärtsspiel                       |
| 6  | 8 février    | Bro'Sis               | Never Forget (Where You Come From)  |
| 7  | 15 février   | Bro'Sis               | Never Forget (Where You Come From)  |
| 8  | 22 février   | Anastacia             | Freak of Nature                     |
| 9  | 1er mars     | Anastacia             | Freak of Nature                     |
| 10 | 8 mars       | Alanis Morissette     | Under Rug Swept                     |
| 11 | 15 mars      | Anastacia             | Freak of Nature                     |
| 12 | 22 mars      | Anastacia             | Freak of Nature                     |
| 13 | 29 mars      | Modern Talking        | Victory                             |
| 14 | 5 avril      | Xavier Naidoo         | Zwischenspiel – Alles für den Herrn |
| 15 | 12 avril     | Xavier Naidoo         | Zwischenspiel – Alles für den Herrn |
| 16 | 19 avril     | Xavier Naidoo         | Zwischenspiel – Alles für den Herrn |
| 17 | 26 avril     | Böhse Onkelz          | Dopamin                             |
| 18 | 3 mai        | Böhse Onkelz          | Dopamin                             |
| 19 | 10 mai       | a-ha                  | Lifelines                           |
| 20 | 17 mai       | a-ha                  | Lifelines                           |
| 21 | 24 mai       | Moby                  | 18                                  |
| 22 | 31 mai       | Ronan Keating         | Destination                         |
| 23 | 7 juin       | Eminem                | The Eminem Show                     |
| 24 | 14 juin      | Eminem                | The Eminem Show                     |
| 25 | 21 juin      | Korn                  | Untouchables                        |
| 26 | 28 juin      | Eminem                | The Eminem Show                     |
| 27 | 5 juillet    | No Angels             | Now… Us!                            |
| 28 | 12 juillet   | No Angels             | Now… Us!                            |
| 29 | 19 juillet   | Red Hot Chili Peppers | By the Way                          |
| 30 | 26 juillet   | Red Hot Chili Peppers | By the Way                          |
| 31 | 2 août       | Red Hot Chili Peppers | By the Way                          |
| 32 | 9 août       | Bruce Springsteen     | The Rising                          |
| 33 | 16 août      | Bruce Springsteen     | The Rising                          |
| 34 | 23 août      | Bruce Springsteen     | The Rising                          |
| 35 | 30 août      | Bruce Springsteen     | The Rising                          |
| 36 | 6 septembre  | Coldplay              | A Rush of Blood to the Head         |
| 37 | 13 septembre | Herbert Grönemeyer    | Mensch                              |
| 38 | 20 septembre | Herbert Grönemeyer    | Mensch                              |
| 39 | 27 septembre | Herbert Grönemeyer    | Mensch                              |
| 40 | 4 octobre    | Herbert Grönemeyer    | Mensch                              |
| 41 | 11 octobre   | Herbert Grönemeyer    | Mensch                              |
| 42 | 18 octobre   | Herbert Grönemeyer    | Mensch                              |
| 43 | 25 octobre   | Herbert Grönemeyer    | Mensch                              |
| 44 | 1er novembre | Herbert Grönemeyer    | Mensch                              |
| 45 | 8 novembre   | Herbert Grönemeyer    | Mensch                              |
| 46 | 15 novembre  | Westernhagen          | In den Wahnsinn                     |
| 47 | 22 novembre  | Herbert Grönemeyer    | Mensch                              |
| 48 | 29 novembre  | Robbie Williams       | Escapology                          |
| 19 | 6 décembre   | Robbie Williams       | Escapology                          |
| 50 | 13 décembre  | Herbert Grönemeyer    | Mensch                              |
| 51 | 19 décembre  | Robbie Williams       | Escapology                          |
| 52 | 26 décembre  | Robbie Williams       | Escapology                          |

## Hit-Parade de l'année
| Singles | Albums |
| --- | --- |
| 1. Las Ketchup - The Ketchup Song (Aserejé) 2. Shakira - Whenever, Wherever 3. Herbert Grönemeyer - Mensch 4. Eminem - Without Me 5. Gerd Show - Der Steuersong (Las Kanzlern) 6. Ben feat. Gim - Engel 7. Tiziano Ferro - Perdono 8. Shakira - Underneath Your Clothes 9. B3 - I.O.I.O. 10. Wonderwall - Just More 11. No Angels - Something About Us 12. Bro'Sis - I Believe 13. Nickelback - How You Remind Me 14. Ozzy Osbourne - Dreamer 15. Nelly feat. Kelly Rowland - Dilemma 16. P!nk - Get the Party Started 17. Mad’House - Like a Prayer 18. Scooter - Nessaja 19. Groove Coverage - Moonlight Shadow 20. Robbie Williams & Nicole Kidman - Somethin’ Stupid 21. Avril Lavigne - Complicated 22. Céline Dion - 'I’m Alive 23. Sarah Connor - From Sarah with Love 24. Marilyn Manson - Tainted Love 25. No Angels - Still in Love with You 26. Anastacia - Paid My Dues 27. Xavier Naidoo - Wo willst du hin? 28. Mark ’Oh - Let This Party Never End 29. Xavier Naidoo - Bevor du gehst 30. Elvis vs. JXL - A Little Less Conversation | 1. Herbert Grönemeyer: Mensch 2. Shakira: Laundry Service 3. Anastacia: Freak of Nature 4. Xavier Naidoo: Zwischenspiel – Alles für den Herrn 5. Robbie Williams: Swing When You're Winning 6. Eminem: The Eminem Show 7. Die Toten Hosen: Auswärtsspiel 8. Red Hot Chili Peppers: By the Way 9. Céline Dion: A New Day Has Come 10. Pink: Missundaztood 11. Bro'Sis: Never Forget (Where You Come From) 12. No Angels: Now… Us! 13. Nickelback: Silver Side Up 14. Bruce Springsteen: The Rising 15. Böhse Onkelz: Dopamin 16. Alanis Morissette: Under Rug Swept 17. Lenny Kravitz: Lenny 18. Enrique Iglesias: Escape 19. Le Seigneur des anneaux : Les Deux Tours (Bande originale) 20. The Rolling Stones: Forty Licks – Best of 21. P.O.D.: Satellite 22. Nelly: Nellyville 23. a-ha: Lifelines 24. Elvis Presley: 30 No. 1 Hits 25. Sarah Connor: Unbelievable 26. Robbie Williams: Escapology 27. Lighthouse Family: Whatever Gets You to the Day 28. Sarah Connor: Green Eyed Soul 29. Enya: A Day without Rain 30. Avril Lavigne: Let Go |